# Peithon
Peithon hoặc Pithon (tiếng Hy Lạp: Πείθων hoặc Πίθων, khoảng 355 – khoảng 314 TCN) là con trai của Crateuas, một nhà quý tộc đến từ Eordaia ở miền tây Macedonia. Peithon là người gốc Illyria. Ông nổi danh nhờ vai trò là một trong số các vệ sĩ của Alexandros Đại đế và sau này là tổng trấn của Media cũng như được coi là một trong những diadochi.
Peithon là một trong số bảy (sau này tám) Somatophylakes ("cận vệ") của Alexandros vào năm 325 TCN. Sau khi Alexandros qua đời vào năm 323 TCN, Peithon được chọn làm tổng trấn của Media, đây là một khu vực chiến lược quan trọng có thể kiểm soát tất cả các tuyến đường giao thông giữa phía đông và phía tây. Trên thực tế, tỉnh này lại quá lớn nếu chỉ dành cho một người: Peithon sẽ là một người rất quyền lực và có thể gây mất ổn định toàn bộ đế quốc. Do đó, ông đã phải từ bỏ phần phía bắc của nó và khu vực được trao cho Atropates, từ đó trở đi vùng đất này được gọi tên là Media Atropatene.
Sau khi Alexandros qua đời, những người lính vẫn còn đóng quân ở phần phía đông của đế quốc đã trở nên kích động bởi vì họ đã xa quê hương quá lâu và bắt đầu các cuộc nổi dậy tự phát. Nhiếp chính Perdiccas đã phái Peithon đi đàn áp những người nổi loạn cùng với một đội quân người Macedonia. Peithon dễ dàng đánh bại đối thủ của mình và chấp nhận sự đầu hàng của họ. Tuy nhiên, những người lính dưới quyền ông đã tàn sát họ để nhằm cướp bóc tài vật.
Sau khi Peithon trở về từ Media, Perdiccas bắt đầu nghi ngờ ông. Trong cuộc chiến tranh Diadochi lần thứ nhất, Perdiccas đã ra lệnh cho Peithon tăng viện cho ông ta và giúp ông ta xâm lược Ai Cập để chống lại Ptolemaios. Vào mùa hè năm 320 TCN, Peithon, Seleukos, và Antigenes đã ám sát Perdiccas đồng thời hòa đàm với những đối thủ của họ. Ptolemaios đề nghị chọn Peithon làm quan nhiếp chính mới nhưng các diadochi khác lại không chấp nhận điều này. Do đó, Antipatros đã được chọn làm nhiếp chính mới của đế quốc.
Sau cái chết của Antipatros, Peithon đã cố gắng mở rộng quyền lực của mình về phía đông. Ông đã xâm lược Parthia và xử tử vị tổng trấn của nó là Philippos rồi đưa người em trai của mình là Eudemos lên làm tổng trấn mới. Các tổng trấn khác ở phía Đông đã nhanh chóng nhận ra được mối đe dọa đối với mình và hợp nhất toàn bộ lực lượng của họ dưới quyền Peucestas (cũng là một cựu Somatophylakes), vị tổng trấn của Ba Tư, ông ta sau đó đã đánh bại Peithon và đánh đuổi ông khỏi Parthia. Pheiton đã quay trở về Media và sau đó tiếp tục là tới Babylon nhằm cố gắng thuyết phục Seleukos ủng hộ ông. Trong khi lưu lại Babylon, Eumenes cùng đội quân của ông ta đã đặt chân đến nơi này, vào thời điểm đó Eumenes đang tập hợp lực lượng để quyết đấu một trận cuối cùng với Antigonos Monopthalmos, vị Strategos của châu Á. Peithon và Seleukos đã từ chối yêu cầu chiến đấu cho đại nghĩa của Eumenes (ông ta tuyên bố là chiến đấu vì Alexandros IV và Philippos III). Eumenes tiếp đó đi đến Susiana và thu nhận đội quân của các tỉnh nội địa dưới quyền Peucestas. Còn Peithon thì lại gia nhập vào đội quân của Antigonos Monopthalmos, ông ta đã tiến quân tới phía đông để đánh bại Eumenes. Trong hai trận đánh diễn ra ở Paraitakene và Gabiene, Peithon chỉ huy cánh trái trong quân đội của Antigonos. Tại Paraitakene, ông suýt nữa khiến cho Antigonos thua trận khi tấn công kẻ địch khi chưa có lệnh nhưng ông đã kịp chuộc lại lỗi của mình ở trận Gabiene bằng việc giành chiến thắng bên cánh trái. Sau cuộc chiến tranh Diadochi lần thứ Hai, Peithon là một trong những diadochi hùng mạnh nhất ở phần phía đông của đế quốc và bắt đầu xây dựng lại quyền lực của mình. Antigonos đã cảm thấy bị đe dọa bởi quyền lực ngày càng tăng của Peithon nên đã lừa ông tới triều đình của ông ta rồi xử tử ông.